# Claude Chappe
Pour les articles homonymes, voir Chappe.
Claude Chappe (né le 25 décembre 1763 à Brûlon et mort le 23 janvier 1805 à Paris, est un ingénieur français.
Premier entrepreneur des télécommunications dans l'histoire de l'humanité, il est l’inventeur du sémaphore, procédé de communication de l'information à distance plus rapide que tous utilisés jusqu'alors.

## Biographie

### Origine
Le père de Claude Chappe, contrôleur du domaine du roi à Laval, avait épousé Marie Devernay, d'une vieille famille de bourgeoisie (médecins et chirurgiens) lavalloise. Son frère René était receveur de l'enregistrement à Lassay, en 1793.
Né le jour de Noël 1763, Claude est le second des sept enfants d'Ignace Chappe et de Marie Renée Devernay. Sa sœur jumelle Marie-Marthe est née le lendemain.
Ses quatre frères Ignace, l'aîné, Pierre François, René et Abraham vont chacun jouer un rôle dans le domaine du télégraphe. Son oncle est l’astronome Jean Chappe d'Auteroche, qui a donné son nom au cratère lunaire de Chappe.
Il fut nommé abbé commendataire à la fin de ses études au Collège de la Flèche, mais il perd sa sinécure pendant la Révolution française. À l'âge de vingt ans, il avait fait insérer dans le Journal de Physique un grand nombre de mémoires, qui lui donnèrent des titres pour être admis à la Société philomathique de Paris, où il fut reçu à la fin de l'année 1792.

### Débuts
Claude Chappe commence ses études au collège de Joyeuse, à Rouen, puis au Collège royal de la Flèche. Devenu prêtre, il est pourvu tout jeune de deux bénéfices en commende assez lucratifs. Il peut donc s'adonner à la mécanique et à la physique. Venu à Paris, il monte un cabinet scientifique et effectue une série de recherches sur l'électricité et le pouvoir des pointes. Il est l'auteur de l'expérience de reproduction du phénomène de la foudre. En 1789, il met au point un système d'électromètre.
En 1789, il perd ses bénéfices. Il retourne dans son pays natal et y retrouve ses frères Ignace, Pierre-François, René et Abraham.

### Le système de Chappe

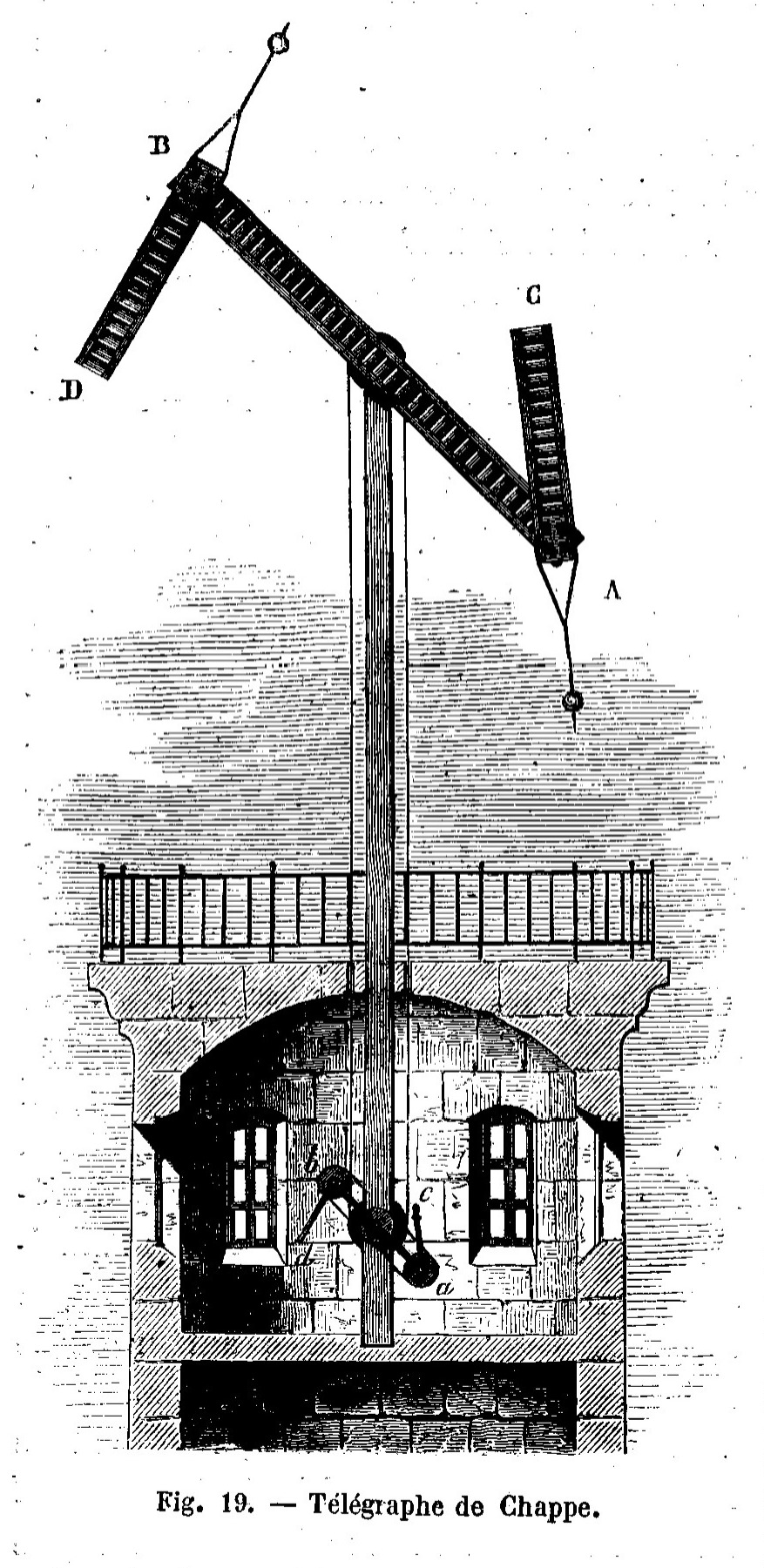
Télégraphe de Chappe.

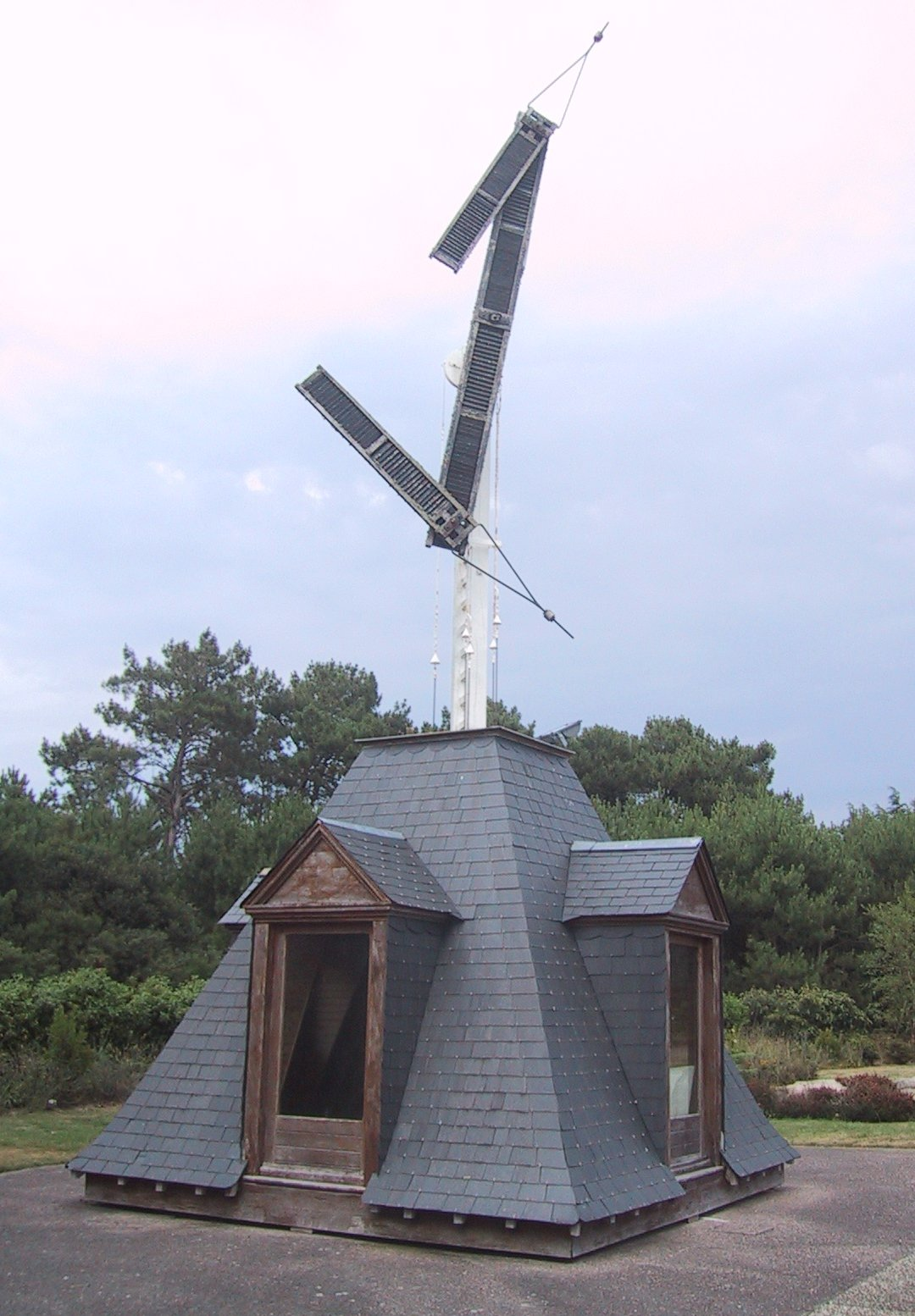
Copie d'une tour Chappe « Milan » de 1809.

Lui et ses quatre frères politiciens au chômage décidèrent de développer un système pratique de stations de relais sémaphore. Son frère Ignace Chappe (1760-1830), membre de l’assemblée législative l’aida à faire adopter une ligne entre Paris et Lille de quinze stations pour environ deux-cents kilomètres pour transmettre les informations de la guerre.
Les frères Chappe déterminèrent par expérimentation que les angles d’une perche étaient plus faciles à voir que la présence ou l’absence de panneaux. Leur construction définitive était deux bras connectés par une traverse. Chaque bras avait sept positions et la traverse quatre soit un code total de 196 positions. Les bras avaient de un à quatre mètres de long, noirs, avec des contrepoids déplacés par deux poignées. Des lampes montées sur les bras ne furent pas d’une utilisation nocturne satisfaisante. Les tours de relais étaient placées de 12 à 25 km entre elles. Chaque tour avait deux télescopes pointant de chaque côté de la ligne.
Le désir de communiquer avec des amis qui habitaient à quelques lieues de lui fit concevoir au jeune physicien, en 1791, le projet de leur parler par signaux. Ces tentatives réussirent au point qu'il s'aperçut que ce qu'il avait cru n'être qu'un jeu pouvait devenir une découverte importante. Il fit alors beaucoup de recherches pour trouver le moyen d'exécuter son procédé en grand.
Claude Chappe réalisa sa première expérience publique de communication à distance entre Parcé-sur-Sarthe et Brûlon le 2 mars 1791. L'expérience consista à placer deux cadrans mobiles dotés d'aiguilles et de chiffres, appelés tachygraphe, installés respectivement dans son village natal de Brûlon, distant de 14 km, et le village de Parcé, dans un lieu appelé « Les Tourettes », au sud du village (latitude : 47.837312, longitude : -0.202398). L'expérience, qui consistait à envoyer un message dans chaque sens, fut réussie et authentifiée par un compte rendu officiel. Claude Chappe put, avec ces preuves de fonctionnement, se rendre à Paris pour promouvoir son invention.
En 1791, les premiers messages furent envoyés avec succès entre Paris et Lille. Quand il eut atteint le but qu'il s'était proposé, il offrit à l'assemblée législative, en 1792, l'hommage de sa découverte ; il lui présenta une machine à signaux, nommée par lui télégraphe, de deux mots grecs tele, loin, et graphein, écrire. L'établissement de la première ligne télégraphique ne fut ordonné qu'en 1793. La Convention adopte son invention et le nomme Ingénieur Télégraphe aux appointements de lieutenant de génie.

### Condé
Le 1er septembre 1794, la ligne de sémaphore informa les Parisiens de la victoire de Condé-sur-l'Escaut sur les Autrichiens moins d’une heure après l'événement, grâce à une tour élevée sur le mont Valérien (Suresnes). La Convention reçut cette nouvelle au commencement d'une de ses séances, rendit un décret qui déclarait que Condé s'appellerait Nord-Libre, et le télégraphe annonça, pendant cette même séance, que le décret était déjà parvenu à sa destination, et que déjà il circulait dans l'armée. Ce résultat fit alors une grande sensation ; on comprit combien l'invention du télégraphe pouvait être utile ; mais plus cette découverte paraissait importante, moins on concevait qu'elle n'eût pas été faite plus tôt. Le système fut largement copié dans les autres pays européens, et était utilisé par Napoléon pour coordonner son empire et ses armées.

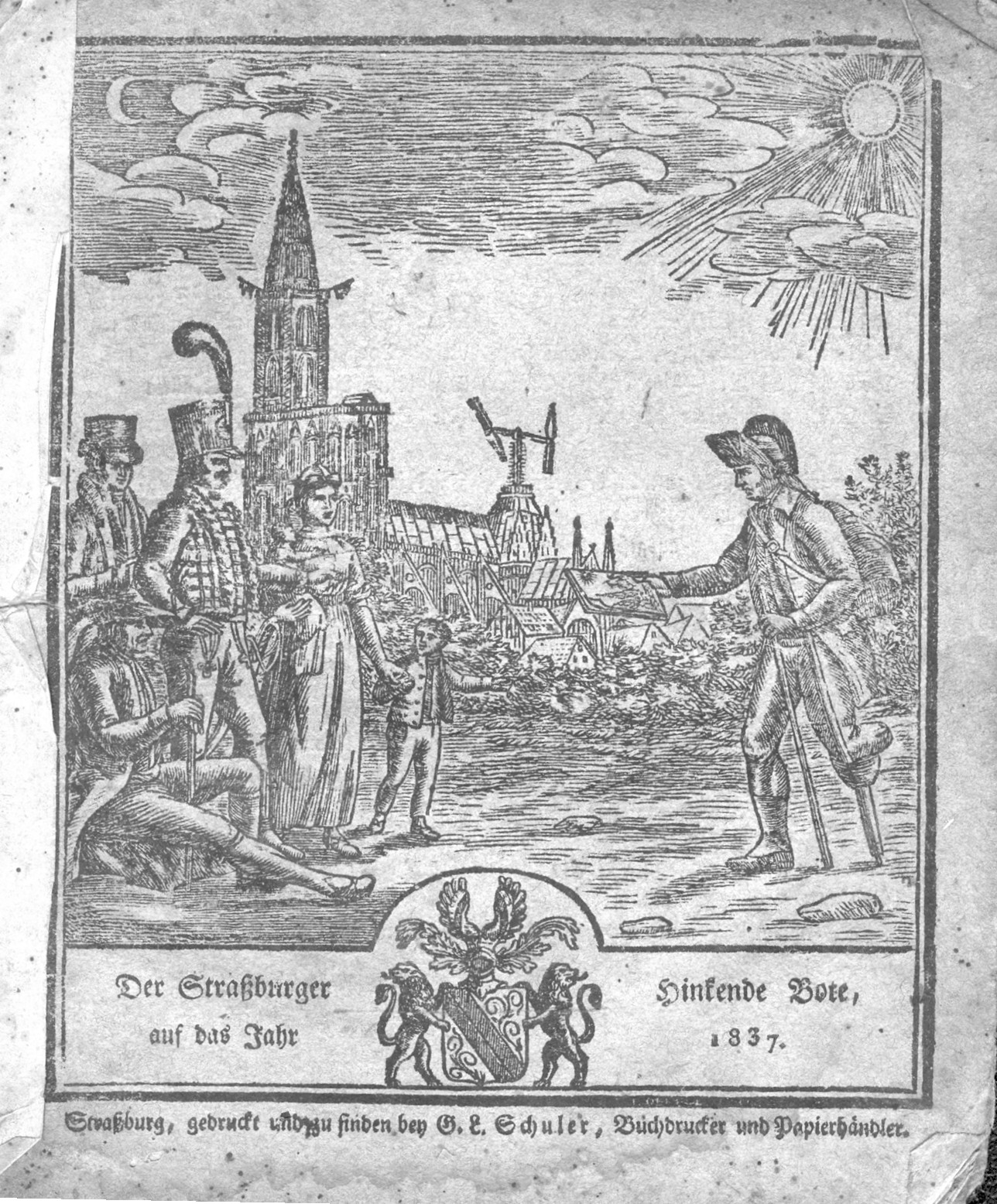
Couverture d'un almanach alsacien de 1837. On voit à l'arrière-plan la cathédrale de Strasbourg avec le télégraphe Chappe.

### Des systèmes de télégraphie
De tous temps, on s'était servi de signaux pour communiquer des phrases convenues. Les marins employaient ce moyen depuis des temps immémoriaux, et un prince anglais avait acquis quelque célébrité pour avoir perfectionné les signaux marins. Énée le tacticien fait mention de quelques expériences dont l'objet était de signaler les lettres de l'alphabet à plusieurs stations ; et, vers la fin du XVIIe siècle, Guillaume Amontons avait fait un essai de ce genre ; mais le premier système ne pouvait servir que pour un petit nombre de faits, prévus longtemps avant qu'on veuille les signaler. Une nuit suffisait à peine pour transmettre deux ou trois mots d'après la méthode d'Énée le tacticien. Quant à Amontons, qui est placé parmi les inventeurs de l'art télégraphique, il n'a laissé aucune trace de la machine qu'il avait imaginée. Le problème était donc encore à résoudre, ou plutôt n'était qu'un projet sans exécution ; il consistait à trouver le moyen de transmettre, à quelque distance que ce fût, avec rapidité, dans tous les lieux et par tous les temps, toute espèce d'idées.

### Moyens télégraphiques
Pour parvenir à ce but, Claude Chappe n'imita aucune des machines dont on s'était servi jusqu'alors ; il en imagina une dont les formes sont extrêmement visibles, les mouvements simples et faciles, qui peut être transportée et placée partout, qui résiste aux plus grandes tempêtes, et qui, malgré sa grande simplicité, donne assez de signaux primitifs pour faire de ces signes une application exacte aux idées, application telle, qu'elle n'exige ordinairement qu'un signe par idée, et jamais plus de deux, ce qui est très remarquable (dit le rapport décennal fait par la classe des sciences physiques), comme ayant ce donné naissance à une langue nouvelle, simple et exacte, qui rend l'expression d'un mot et d'une phrase par un seul signe.

### Mort
Claude Chappe quitte son appartement parisien du 23 quai d'Orsay en décembre 1794 pour s'installer à l'hôtel de Villeroy. Il est devenu hypocondriaque. Il est atteint d'un cancer dans l'oreille.
Le matin du 23 janvier 1805, il se serait suicidé en se jetant dans un puits dans le jardin de son hôtel. Il existe de nombreuses versions de sa mort, qui sont à prendre avec réserve : il était atteint d'une maladie incurable et douloureuse ; il aurait été victime d'une dépression causée par la maladie et des déclarations de ses rivaux selon lesquels il avait plagié des systèmes de sémaphores militaires. Une autre version est proposée par Étienne-Gaspard Robert dans ses Mémoires (p. 200), « un puits, que les fumées du vin l'avaient empêché d'apercevoir ». Il est inhumé au cimetière de Vaugirard, puis lors de la désaffectation du cimetière, les restes de Chappe sont transférés aux côtés de son frère, Ignace Chappe, dans le cimetière du Père-Lachaise (29e division),.
En 1824, Ignace essaya d’augmenter l’intérêt de l'invention de Claude en utilisant la ligne de sémaphore pour des messages commerciaux, comme les prix des matières premières, mais cela déplut à la communauté d’affaires. La même année, son frère, Jean Chappe, a publié une Histoire de la Télégraphie.
En 1846, le gouvernement français fit mettre en place un système de lignes de télégraphes électriques. Plusieurs contemporains avertirent de la facilité de sabotage et d’interruption de service car un fil était facile à couper.
Le système figure de manière éminente dans le roman d’Alexandre Dumas Le comte de Monte-Cristo où le comte soudoie un opérateur sous-payé pour transmettre un faux message.

## Publications
Claude Chappe a publié dans le Journal de physique (1789-92) et dans les Annales de chimie (1789) des articles sur l'électricité et la décomposition de l'eau. On lui doit aussi les Lettres sur le nouveau télégraphe (de Bréguet et Bétancourt), Paris, 1798, in-8º.

## Hommages
De très nombreuses villes françaises ont donné son nom à une de leurs rues : Paris (au pied de la Butte Montmartre), Carcassonne, La Roche-sur-Yon, Toulon, Perpignan, Béziers, Lannion, Pessac, Cesson-Sévigné, Mouilleron-le-Captif, Le Port, Elne, Plouzané, Ger. Collège Claude Chappe - Ida Grinspan (9 rue des Alouettes, Paris 19e).